# Melanaphis siphonella
Melanaphis siphonella är en insektsart. Melanaphis siphonella ingår i släktet Melanaphis och familjen långrörsbladlöss. Inga underarter finns listade i Catalogue of Life.